# Throop (New York)
Throop è un comune degli Stati Uniti d'America, situato nello stato di New York, nella contea di Cayuga.